# تنهایی باد
تنهایی باد فیلمی به کارگردانی وحید موسائیان و نویسندگی مسعود رایگان و وحید موسائیان محصول سال ۱۳۸۳ است.

## بازیگران
- ناهید صیام دوست
- نصرت‌الله مسعودی
- ایوب رضایی
- جلیل رحمانی‌زاده
- نرگس محمدی